# Prasinopyra
Prasinopyra is een geslacht van vlinders van de familie uilen (Noctuidae), uit de onderfamilie Acontiinae.

## Soorten
- P. metacausta Hampson, 1910
- P. metaleuca Schaus
- P. simifascia Dyar, 1920